# Новодмитрівка (Покровський район)
Новодми́трівка — село Курахівської міської громади Покровського району Донецької області, Україна. У селі мешкає 199 людей.

## Загальні відомості
Відстань до райцентру становить близько 26 км і проходить переважно автошляхом E50.
Землі села межують із територією с. Вознесенка Мар'їнського району Донецької області.

## Транспорт
Селом проходять автомобільні дороги місцевого значення:
- С050951 Селидове — Сонцівка — Ларенка — Берестки (24,3 км; в OSM [Архівовано 6 жовтня 2019 у Wayback Machine.].

## Населення
За даними перепису 2001 року населення села становило 199 осіб, із них 85,93 % зазначили рідною мову українську та 14,07 % — російську.